# Omar Almeida Quintana
Omar Almeida Quintana  (* 28. Oktober 1981 in Havanna) ist ein kubanischer Schachmeister.
Er ist seit 2001 Internationaler Meister und seit 2006 Großmeister. 2010 wurde er hinter Azər Mirzəyev Zweiter beim Open von Albacete. In der spanischen Mannschaftsmeisterschaft spielte er 2009 und 2010 für den SCC Sabadell.